# Marcello Candia
Marcello Candia (Nápoles, 27 de julho de 1916 - Milão, 31 de agosto de 1983) foi um industrial e empresário católico romano italiano que se tornou ativo nas missões no Brasil. É um exemplo brilhante de missionário leigo, formado na fé, na família e no entusiasmo.

## Vida

### Educação e ativismo
Marcello Candia, o terceiro dos cinco filhos de Camillo de Candia, um industrial de uma antiga família aristocrática de Milão , e Luigia Mussato (frequentemente chamada de "Bice") também de uma antiga família nobre de Milão.
Herdou de seu pai, Dr. Camillo Candia, então o maior fabricante químico de ácidos carbônicos do norte da Itália, a "Fabbrica italiana di acido carbonico dottor Candia & C."
Em 1928, ele começou a ajudar a Ordem dos Frades Menores Capuchinhos na Via Piave, em Roma , dando sopa aos pobres, ajudando Frei Cecílio Cortinovis.
Sua mãe morreu em 1933 de pneumonia e sua dor pela morte dela foi tão profunda que ele adoeceu e, a partir daquele momento, sofreu de frequentes dores de cabeça e crises de insônia. Foi depois disso que o frade capuchinho Cecilio Cortinovis o encorajou a trabalhar para instituições de caridade locais.
Dedicado aos estudos, laureou-se em Química em 1939 e em Ciências Biológicas e em Farmácia em 1943, enquanto preparava-se paulatinamente para assumir a direção da indústria paterna. Sua atividade era intensa e sempre ligada a obras de caridade mais diversas.
Ele trabalhou para proteger o povo judeu durante a Segunda Guerra Mundial e esteve envolvido na prevenção de sua deportação pela criação de novos documentos que salvariam as vidas dos judeus italianos, fazendo-os passar por italianos não judeus, em particular para crianças, escondendo-as em casas e indústrias ou ajudando-as a se mudarem com segurança para o Reino Unido ou América.
Em 1945, após o fim da II Guerra Mundial, Marcelo Candia e Elda Mazzocchi Scarzella fundaram a "Casa Mãe e Filho" para cuidar e ajudar adolescentes em crises de gravidez e seus filhos. Ele escondeu isso do pai, pensando que ele não aprovaria, embora tenha descoberto e aprovado, sabendo que fazia um bom trabalho para aqueles que mais precisavam. Seu pai achava que a piedade do filho e a frequência regular à missa eram exageradas, embora nunca tenha interferido nisso. Seu diretor espiritual capuchinho (Fra Genesio da Gallarate; secular: Alessandro Premazzi) não aprovou sua colaboração com Marzocchi, acreditando que um lar para mães adolescentes não era um ambiente adequado para quem desejava viver em celibato. Portanto, ele encerrou esse envolvimento.
Em 1950, com a morte de seu pai, Marcello Candia assumiu a gestão total da fábrica industrial química de sua família, sediada em Milão, com controle total de suas operações em toda a Itália. Depois de vivenciar a devastação mundial da Segunda Guerra Mundial, Marcello desenvolveu uma profunda consciência pela situação das pessoas pobres, preocupação que o levou a vender sua fábrica em 1964 e se mudou para o Brasil para ajudar as pessoas necessitadas que viviam na Amazônia.
O Papa Paulo VI, certa ocasião, ao saber de sua intenção de trabalhar no Brasil, aconselhou-o:
- Se fizer um hospital no Brasil, faça-o brasileiro...
- Tenha cuidado para evitar qualquer tipo de paternalismo; não imponha as suas ideias aos outros, mesmo com boas intenções.
- Faça o hospital não só para os brasileiros, mas com os brasileiros.
- Como objetivo final, se proponha a não ser mais necessário. Quando perceber que o hospital vai pra frente sozinho, então o senhor terá feito um verdadeiro trabalho de solidariedade humana.[6]

Algumas de suas iniciativas nesse campo:
- colaborou na criação de um órgão de ligação missionária leiga, organizando o envio de medicamentos para missões;
- fundou (ainda em 1947, na Itália) a revista La Mission, de estudo e cultura missionária;
- criou um intercâmbio médico missionário acadêmico com o Padre Genesio, uma das figuras fundamentais para a sua formação;
- foi responsável por auxiliar os primeiros jovens enviados da Itália para estudar;
- participou da fundação do CUAMM, o Colégio Universitário de Aspirantes a Médicos Missionários, da AFI, as Auxiliares Internacionais Femininas, e do GRAAL, uma Associação Missionária Feminina de Adele Pignatelli

### No Brasil
No Brasil, Marcello Candia trabalhou pelas necessidades dos pobres, apoiando iniciativas de justiça social e o trabalho das instituições de caridade locais. Por suas atividades, no início ele foi alvo de suspeitas por parte dos missionários, que estavam confusos com alguém de origem rica vindo servir os pobres como um homem pobre. Ele ignorou essas suspeitas e se considerou um discípulo dos pobres que desejava aliviar seu sofrimento e suas condições sociais.
Em 1961, ele iniciou a construção utilizando sua própria fortuna para financiar a iniciativa, já que queria nomear o hospital em homenagem aos seus pais. Em 1967, em virtude de um problema cardíaco, causando um declínio em sua saúde, diminuiu as atividades, embora tenha retornado ao trabalho após uma melhora gradual. Foi após esse incidente que ele decidiu organizar um hospital para os leprosos em Marituba , além de fornecer-lhes serviços essenciais adicionais. Tornou-se então «Marcello dei lebbrosi» [Marcelo dos leprosos]. Em Marituba, dividia sua vida com os leprosos, sem nenhuma separação ou restrição em relação aos doentes e gostava de conviver com eles. Os leprosos o tinham como santo, pois viam que fazia tudo por amor a Deus, não procurava coisas para si, mas estava sempre se preocupando com todos.
Em 1969, seu hospital foi inaugurado; naquele momento, ele se lembrou do importante conselho do então Cardeal Montini de "fazer o hospital para os pobres do Brasil", em vez de apenas um hospital simples com um propósito restrito ou pessoal.
Em 1975, em resposta a um um longo artigo na imprensa intitulado "O Padrinho do Brasil", ele se esquivou da honra e disse:
"Sou apenas um humilde instrumento da Providência".
Em virtude de recorrentes problemas cardiológicos, foi submetido a revascularização miocárdica em 1977.
Em 1980 recebeu a visita do Papa João Paulo II no leprosário.
Seu trabalho, não foi fácil. Sensível e dedicado em tudo o que fazia, sofreu duríssimas tribulações e incompreensões, mas perseverou porque fazia tudo por amor a Deus. Sua visão moderna e dinâmica contrastava com o ritmo habitual do trabalho missionário, pois muitos não o compreendiam. Doou-se totalmente, sem descanso, até mesmo quando já estava vitimado por um câncer, ao 67 anos de idade.
Em 1982, Marcello Candia recebeu o prêmio Feltrinelli da Accademia Nazionale dei Lincei "por um empreendimento excepcional de alto valor moral e humanitário". Também em 1982 ele fundou a “Fundação Doutor Marcello Candia” na Itália e na Suíça, que começou a operar após sua morte.
Em 1983, seu problema de saúde se acentuou, o que o levou de volta à Itália e fosse a Milão para tratamento. Mas antes de partir criou uma Fundação em seu nome, que ainda garante continuidade e desenvolvimento às obras que criou.
Em Milão, em 31 de agosto de 1983, ele morreu, assistido entre outros pelo então arcebispo, Cardeal Carlo Maria Martini.

## Causa de beatificação
O Cardeal Carlo Maria Martini supervisionou a fase diocesana da investigação em Milão de 12 de janeiro de 1991 até seu encerramento em uma missa em 8 de fevereiro de 1994; a CCS validou o processo em 15 de dezembro de 1995, sob o pontificado de João Paulo II.
Teólogos avaliaram o dossiê e manifestaram seu assentimento à causa em 8 de março de 2013.
O Papa Francisco nomeou Roberto Candia Venerável em 8 de julho de 2014, após promulgar um decreto que confirmava que havia vivido uma vida exemplar de virtudes heroicas.